# Gornji Poloj
Gornji Poloj – wieś w Chorwacji, w żupanii karlowackiej, w gminie Barilović. W 2011 roku pozostawała niezamieszkana.